# Neobabrius parvulus
Genre
Espèce
Neobabrius parvulus, unique représentant du genre Neobabrius, est une espèce d'opilions laniatores de la famille des Zalmoxidae.

## Distribution
Cette espèce est endémique de Java en Indonésie. Elle se rencontre sur Bawean.

## Description
Le mâle holotype mesure 2 mm.

## Publication originale
- (de) Roewer, 1949 : « Über Phalangodiden I. (Subfam. Phalangodinae, Tricommatinae, Samoinae.) Weitere Weberknechte XIII. » Senckenbergiana, vol. 30, p. 11–61.